# Мальгранж, Бернар
Бернар Мальгранж (фр. Bernard Malgrange, 6 июля 1928 года, Париж, Франция — 5 января 2024 года, Гренобль, Франция) — французский математик, специалист в области уравнений в частных производных и теории особенностей. Академик Французской академии наук (1988).

## Биография
Отец Бернара Мальгранжа был инженером, мать также происходила из семьи инженера, её родственники-мужчины учились в Политехнической школе. Бернар вырос в Париже, живя в семейном доме на улице Ренн недалеко от Люксембургского сада. Бернар был старшим из восьми детей своих родителей и получил начальное образование в частной школе. В восьмой класс он поступил в лицей Монтень недалеко от Люксембургского сада, а затем — в лицей Луи Ле Гранда, чтобы подготовиться к учёбе в университете. Его школьные годы были очень трудными, так как ему было всего одиннадцать лет, когда началась Вторая мировая война (1 сентября 1939 года). Война резко изменила Францию в конце весны 1940 года, 10 мая 1940 года немецкая армия пересекла границы Голландии и Бельгии, и вскоре немецкие войска подошли к Парижу. Семья Мальгранжа переехала в провинцию, где Бернар продолжил свою учёбу. Он не показал особых успехов в математике в провинциальном колледже. Сам впоследствии вспоминал, что в сравнению с классом он был не очень умным, в их классе была девочка, которую он считал очень сильной соперницей.
Мальгранж-старший на некоторое время попал в заключение. Но когда семья смогла вернуться в Париж, и Бернар поступил в лицей, он оказался лучшим учеником в классе. После сдачи экзаменов на степень бакалавра он намеревался выучиться на инженера и пойти по стопам отца. Однако его учитель посоветовал ему сдать вступительный экзамен в École Normale Supérieure. Это был не тот путь, который представляла себе его родители, поскольку выбранное Бернаром учебное заведение была по сути местом, где готовили учителей, а ни в семьях его отца, ни в семьях его матери не было традиции педагогов. Там были более строгие вступительные требования, чем в École Polytechnique, что было бы гораздо более естественным выбором для любого, кто хотел бы выучиться на инженера. Отец Мальгранжа, безусловно, предпочел бы, чтобы его сын поступил в École Polytechnique.
В École Normale Supérieure ему пришлось выбирать ещё и между математикой и физикой. Хотя поначалу он думал, что физика может быть более подходящим вариантом, ему вспомнилось, что у него не было большой ловкости для физических экспериментов в школе и он часто ломал приборы, которые использовал. Он также понял, что качество преподавания математики было выше, чем физики, поэтому он выбрал математику. На первом году обучения ему очень помог Жан-Пьер Серр, который был на два года старше его. На втором году обучения ему преподавал Анри Картан, который вернулся из поездки в Чикаго и Гарвард в США. Мальгранж прослушал курсы Картана по дифференциальной геометрии и группам Ли. По предложению Жана Дьедонне, с энтузиазмом поддержанному Анри Картаном, Мальгранж и его однокурсник Андре Бланшар провели один семестр второго года обучения на факультете наук в Нанси. Там их преподавали Лоран Шварц, Жан Дьедонне, Жан Дельсарт и Роже Годеман. Сам Шварц писал, что было приятно принять в университет, в отсутствие в то время в нём студентов-исследователей, двух молодых способных студентов из Высшей нормальной школы, он даже сравнивал их присутствие с глотком свежего воздуха. Мальгранж и Бланшар стали двумя активными участниками университетского субботнего семинара с участием всех профессоров и некоторых студентов, которые изучали самые разные темы.
На семинарах, которые посещал Мальгранж, обсуждали задачи дифференциальной топологии, в частности, теорема де Рама. На четвертом году обучения в Высшей нормальной школе Мальгранж прослушал курс по функциям нескольких комплексных переменных у Анри Картана, а также занимался на семинаре Жан-Пьера Серра по той же теме. В 1951 году Мальгранж получил грант от Национального центра научных исследований на проведение исследований в Нанси под руководством Лорана Шварца. В Нанси он был одним из трёх студентов, обучавшихся у Шварца. Жак-Луи Лионс, как и Мальгранж, был студентом Высшей нормальной школы, в то время как другой студент, Александр Гротендик, был студентом в Монпелье. Пауло Рибенбойм прибыл из Бразилии, чтобы работать в Нанси примерно в то же время, что и Гротендик. Лоран Шварц считал эту свою группу молодых людей очень важной и уделял ей всё своё внимание. Он считал, что в течение нескольких лет факультет естественных наук в Нанси был одним из главных в мире математических центров, специализирующихся в математической анализе.
В 1952 году Шварц получил позицию профессора в Париже, и его студенты отправились в Париж вместе с ним, чтобы завершить свои докторские диссертации. С работой Мальгранжа возникла трудность.
Идея нахождения элементарного решения для всех дифференциальных операторов с постоянными коэффициентами, предложеннач ему, может показаться немного надуманной. Шварц высказал предположение о доказательстве существования такого решения с использованием теории распределений, не имея представления, было ли это предположение разумным. Мальгранж доказал теорему существования примерно в то же время, что и Леон Эренпрейс в Соединенных Штатах. Более того, Эренпрейс поставил Шварца в неловкое положение ввиду похожести тем их работы. Они оба опубликовали свои результаты и готовили свои диссертации. Эренпрейс регулярно присылал Шварцу материал для размышлений и рассказывал о своих планах. Имел ли Шварц право сообщить о них Мальгранжу? Это размывало всю ситуацию. Иногда один, иногда другой были более продвинутыми, и Шварц не мог удержать равновесие. Хотя это глубоко антинаучный принцип, он попросил Эренпрайса не писать писем о своих планах. Тот мог присылать свои заметки к статьям для публикации, когда они будут полностью готовы, и, поскольку оба молодых учёных отправляли друг другу опубликованные заметки, каждый из них сам мог решать, хочет ли он публиковать свои материалы или нет.
В 1955 году Мальгранж получил докторскую степень в Университете Анри Пуанкаре в Нанси, тема диссертации «Existence et approximation des solutions des équations aux dérivées partielles et des équations de convolution». Эта работа основывалась на идеях теории распределений, разработанных Лораном Шварцем, а также использовала идеи об аналитических функциях, разработанные Анри Картаном. Еще до публикации своей диссертации Мальгранж опубликовал ряд статей. Это были работа из двух частей «Équations aux dérivées partielles à coeficients constants» (1953, 1954) и работы «Sur quelque propriétés des équations de convolution» (1954) и «Formes harmonique sur un espace de Riemann à ds2 analytique».
(1955). Все они были опубликованы в Comptes Rendu Академии наук. В 1955 году Мальгранж был назначен ассистентом преподавателя на факультете естественных наук в Страсбурге, а затем получил звание профессора без кафедры. Его пригласили читать лекции в Институт Тата в Бомбее, а его лекции были изложены в книге «Лекции по теории функций многих комплексных переменных» (1958). Книга была переиздана в 1984 году. В 1960 году Мальгранж вернулся в Париж, где был назначен ассистентом преподавателя на факультете естественных наук. 1 января 1962 года ему предоставили персональную позицию. В 1965 году Малгранж стал профессором на факультете науки в Орсе. Парижский университет, Supériure Ecole Normale и Коллеж де Франс после окончания Второй мировой войны организовали филиал в Орсе, в юго-западном пригороде Парижа. 1 марта 1965 года он стал самостоятельным факультетом, вскоре был существенно расширение и стал большим центром. Мальгранж провел половину года, обсуждая набор и решения административных проблем.
Желая иметь больше времени чтобы посвятить себя занятиям математикой, Мальгранж в 1969 году принял должность профессора на факультете естественных наук в Университете Гренобля. В 1971 году факультет естественных наук в Гренобле изменил свое название на Université scientifique et médicale de Grenoble.
Он оставался там до 1973 года, когда был назначен директором по исследованиям в Центре Национальной науки.
Кроме результатов в области уравнений в частных производные Мальгранж вёл успешные исследования по дифференциальной геометрии, нелинейным дифференциальным уравнениям и особенностям функций и отображений. В частности, он изучил гипоэллиптические операторы, идеалы дифференцируемых функций, классификацию дифференциальных уравнений с регулярными особыми точками и алгебраическую теорию уравнений в частных производных с переменными коэффициентами. Возможно, его самый известный результат называется «подготовительной теоремой Мальгранжа», и он появился в его классической книге «Идеалы дифференцируемых функций» (1966). Майкл Атья характеризовал эту работу, как краткое и полное изложение ряда центральных теорем, касающихся дифференцируемых функций. Подготовительную теорему Вейерштрасса для дифференцируемых функций в её различных формах, доказанную в главе V, а выдвинутую ранее Рене Томом, характеризовал как одну из важных теорем книги (она была основана на курсе лекций, прочитанных Мальгранжем в Институте фундаментальных исследований Тата в Бомбее, Индия, в январе и феврале 1964 года).
Опубликованная в 1991 году Мальгранжем книга «Уравнения дифференциальных полиномов с коэффициентами» была охарактеризована Луисом Макарро как открывающая новые связи между двумя традиционно далекими друг от друга математическими областями: теорией систем линейных уравнений в частных производных и алгебраической геометрией. Первая извлекла пользу из геометрической точки зрения и алгебраической обработки особенностей. Вторая увидела, что она наделена новыми структурами, которые объясняют некоторые глубинные отношения между дискретными и непрерывными когомологическими теориями многообразий (соответствие Римана-Гильберта), показывают, как полностью включить некоторые новые элементы классического анализа и математической физики в теорию D-модулей, особенно методы Лапласа и стационарной фазы. Использование «сложных» инструментов по отношению к традиционным методам классического анализа, такие как теория пучков и производные категории, позволяют понять многие исключительные явления классической теории. Мальгранж опубликовал Systèmes différentiels involutifs в 2005 году. Это 106-страничная работа, содержащая первое современное изложение теории инволютивных дифференциальных систем.
В 2007 году вышла в свет написанная в сотрудничестве Мальгранжа с Пьером Делинем и Жан-Пьером Рамисом монографии «Singularités irrégulières».
Мальгранж пользовался большим авторитетом в научных кругах. 24 октября 1977 года он был избран членом-корреспондентом Академии наук, а 13 июня 1988 года стал её действительным членом. Академия наук наградила Мальгранжа рядом премий: Prix Carrière в 1961 году, Prix Servant в 1970 году и Prix Cognacq-Jay в 1972 году. Он также был награжден Prix Peccot-Vimont от Collège de France в 1962 году и прочитал там престижную серию лекций о своих исследованиях в том же году, Cours Peccot. Он получил Prix André Vera в 1962 году и Prix du Rayonnement Français в 1987 году. Женевский университет присвоил ему почётную степень в 1978 году.
В 2012 году Мальгранж прочитал лекцию Лоясевича (на тему «Дифференциальные алгебраические группы») в Ягеллонском университете в Кракове.
Бернар Мальгранж умер 5 января 2024 года в возрасте 95 лет в Гренобле.

## Научные интересы
Так называемая «теорема подготовки Мальгранжа», доказанная по просьбе Рене Тома, является существенным результатом теоремы, классифицирующей элементарные катастрофы Тома.
Он также показал, что любой ненулевой дифференциальный оператор с постоянными коэффициентами допускает функцию Грина. Этот результат, продемонстрированный одновременно Леоном Эренпрайсом, называется теоремой Мальгранжа-Эренпрайса.